# Per Wahlöö
Per Fredrik Wahlöö (Halland, 5 agosto 1926 – Malmö, 22 giugno 1975) è stato uno scrittore, giornalista e traduttore svedese.

## Biografia
Nato ad Halland e cresciuto a Stoccolma, l'autore si è laureato presso l'Università di Lund nel 1946. La sua carriera professionale inizia come giornalista e successivamente, negli anni cinquanta, inizia a pubblicare i suoi primi romanzi. Nel 1962 intreccia una relazione sentimentale con la scrittrice Maj Sjöwall, con la quale ha scritto una serie di libri che hanno per protagonista il commissario Martin Beck. L'Accademia degli scrittori di gialli svedesi ha creato il premio letterario Martin Beck Award in onore di questo personaggio.

## Opere
- Himmelsgeten 1959 (ripubblicato nel 1967 con il titolo Hövdingen)
- Vinden och regnet 1961
- Lastbilen 1962
- Uppdraget 1963
- Det växer inga rosor på Odenplan 1964
- Mord på 31:a våningen 1964
  - Delitto al trentunesimo piano, Einaudi, 2012 ISBN 978-88-06-20915-5
- Generalerna 1965
- Stålsprånget 1968
  - L'epidemia, Einaudi, Stile libero BIG, 2014 ISBN 978-88-06-20916-2

### Scritte con Maj Sjöwall
- Roseanna (1965)
  - Roseanna, trad. Hilia Brinis, Milano: Garzanti, 1973; trad. Renato Zatti, Palermo: Sellerio, 2005 ISBN 88-389-1974-7
- Mannen som gick upp i rök (1966)
  - L'uomo che andò in fumo, Garzanti, 1974; Sellerio, 2009 ISBN 88-389-2358-2 ISBN 978-88-389-2358-6
- Mannen på balkongen (1967)
  - L'uomo al balcone, Garzanti, 1973; Sellerio, 2006 ISBN 88-389-2135-0 ISBN 978-88-389-2135-3
- Den skrattande polisen (1968)
  - Il poliziotto che ride, Garzanti, 1973; Sellerio, 2007 ISBN 88-389-2207-1
- Brandbilen som försvann (1969)
  - L'autopompa fantasma, Garzanti, 1974; Sellerio, 2008 ISBN 88-389-2267-5 ISBN 978-88-389-2267-1
- Polis, polis, potatismos! (1970)
  - Omicidio al Savoy, Garzanti, 1974; Sellerio, 2008 (con una nota di Andrea Camilleri) ISBN 978-88-389-2304-3
- Den vedervärdige mannen från Säffle (1971)
  - L'uomo sul tetto, Sellerio, 2010 ISBN 88-389-2422-8
- Det slutna rummet (1972)
  - La camera chiusa, Sellerio, 2010 ISBN 88-389-2496-1
- Polismördaren (1974)
  - Un assassino di troppo, Garzanti, 1976; Sellerio, 2005 ISBN 88-389-2069-9 ISBN 978-88-389-2069-1
- Terroristerna (1975)
  - Terroristi, Sellerio, 2011 ISBN 978-88-389-2565-8

## Premi
- Nel 1965 ottenne il premio letterario "Svenska Dagbladets litteraturpris" per Generalerna.
- La coppia Sjöwall-Wahlöö ha vinto nel 1971 il Premio Edgar con il romanzo Il poliziotto che ride.
- Sempre con Il poliziotto che ride vincono alla prima edizione (1973) del Premio Gran Giallo Città di Cattolica per il Miglior romanzo giallo edito.